# Fontana del Facchino
Fontana del Facchino är en fontän vid Via Lata i Rione Pigna i Rom. Fontänen designades av målaren Jacopino del Conte och utfördes mellan 1587 och 1598. Fontänen var ursprungligen belägen vid Jacopino del Pontes bostad vid Via del Corso, men i samband med rivningen av denna år 1724 flyttades den till Palazzo De Carolis-Simonetti. År 1872 flyttades fontänen till sin nuvarande plats vid Via Lata.
Tillsammans med Pasquino, Marforio, Abate Luigi, Madama Lucrezia och Il Babuino utgör Il Facchino Roms talande statyer.

## Beskrivning
Fontana del Facchino (italienska för "bärare") föreställer en acquaiolo, som i forna tider var en kringvandrande försäljare av dricksvatten; detta var innan Roms akvedukter restaurerades. Han har en basker och bär en liten tunna. Hans ansikte har med tiden blivit skadat och nednött. Enligt traditionen har människor kastat sten på fontänen i tron att mannen liknade Martin Luther.

## Bilder
| - Fontana del Facchino. - Fontana del Facchino på en karta från år 2021. |